# جرانو
جرانو (به ایتالیایی: Gerano) یک کومونه در ایتالیا است که در استان رم واقع شده‌است.

## خصوصیات
جرانو ۱۰٫۰۹ کیلومترمربع مساحت و ۱٬۲۸۲ نفر جمعیت دارد و ۵۰۲ متر بالاتر از سطح دریا واقع شده‌است.